# Comm
comm — утилита unix, читает файл1 и файл2, которые должны быть предварительно лексически отсортированы, и генерирует вывод, состоящий из трёх колонок текста: строки, найденные только в файле файл1; строки, найденные только в файле файл2; и строки, общие для обоих файлов. Имя файла «-» означает стандартный ввод. Перед каждой колонкой будет напечатано столько символов табуляции, сколько печатается колонок с меньшими номерами. Например, если вывод второй колонки подавляется, то перед строками, печатаемыми в первой колонке, символов табуляции не будет совсем, а перед строками в третьей колонке будет напечатан один символ табуляции.
Утилита comm предполагает, что файлы были предварительно лексически отсортированы; все символы участвуют в сравнении строк.

## Параметры запуска
-1
Подавить вывод первой колонки.
-2
Подавить вывод второй колонки.
-3
Подавить вывод третьей колонки.
-i
Нечувствительное к регистру сравнение строк. (Поддерживается не во всех версиях)